# Majestic (hudební skupina)
Majestic byla ostravská rhythm&bluesová a soulová kapela, která působila v letech 1966–1972. Později se přejmenovala na Orchestr Ivo Pavlíka. Kapela doprovázela Marii Rottrovou, než ji Richard Kovalčík přetáhl do Flaminga. Potom se hlavní zpěvačkou kapely stala Věra Špinarová.

## Obsazení
- Ludvík Kovář (1966–1967), bicí
- Milan Holáň (1966–1967), klavír, varhany
- Jaroslav Trunkát (1966–1972), baskytara (původní zakladatel kapely, potvrzeno z důvěryhodného zdroje)
- Radomír Schejbal (1966–1972), flétna, saxofony
- Ivo Pavlík (1967–1972), vedoucí
- Jan Březina (1967–1972)
- Vlastimil Kučaj (1968–1972), kytary
- Oldřich Buganský (1968–1972), bicí
- Petr Velhuda (1968–1972), trubky
- Stanislav Hranický, zpěv

## Diskografie

### SP / EP
- Půjdu dál / …, Panton 1969 (Marie Rottrová a Stanislav Hranický)
- Ráno / Černé vlasy (Nekuda, Luděk), Panton 1969
- Son Of A Preacher Man / I Sing My Song (Špinarová, Věra), Panton 1969
- Music-box / Podnájem pro dva (Špinarová, Věra), Panton 1970
- Nos / Poslední sbohem (Nekuda, Luděk), Panton 1970
- Rok s Monikou / Ty dobře víš, Panton 1970, [3.5]
- Táta Jan / Patnácté poschodí (Špinarová, Věra), Panton 1971
- Ranní déšť / Alžbětínská serenáda (Špinarová, Věra), Panton 1972